# Porzewnica
Porzewnica es un pueblo de Polonia, en Mazovia.  Se encuentra en el distrito (Gmina) de Mrozy, perteneciente al condado (Powiat) de Mińsk. Se encuentra aproximadamente  a 7 km al este de Mrozy, a 24 km al este de Mińsk Mazowiecki, y a 62 km  al este de Varsovia.